# (6185) Mitsuma
(6185) Mitsuma est un astéroïde de la ceinture principale.

## Description
(6185) Mitsuma est un astéroïde de la ceinture principale. Il fut découvert le 20 décembre 1987 à Chiyoda par Takuo Kojima. Il présente une orbite caractérisée par un demi-grand axe de 2,34 UA, une excentricité de 0,17 et une inclinaison de 8,8° par rapport à l'écliptique.

## Compléments